# Cruelty and the Beast
Cruelty and the Beast (1998) es la cuarta entrega de Cradle of Filth y el tercer álbum de duración completa. Es un álbum conceptual basado en la leyenda de la "Condesa Sangrienta" de Hungría, Isabel Báthory. El álbum presenta a Ingrid Pitt, la actriz del filme de Hammer Countess Dracula (la Condesa Drácula) de 1971, como Isabel Báthory. Los elementos de teclados sinfónicos y orquestales tienen un mayor énfasis que en los álbumes anteriores, y esta entrega fue bien recibida en su estreno. Sin embargo, su producción ha dado paso a algunas críticas; particularmente por la calidad del sonido de la batería. El baterista Nicholas Barker abandonaría la banda al año siguiente para unirse a Dimmu Borgir.
El tema "Cruelty Brought Thee Orchids" ha sido una canción que no ha faltado en los conciertos de la banda desde su estreno.

## Lista de temas
- 1. Once Upon Atrocity – 1:42
- 2. Thirteen Autumns and a Widow – 7:14
- 3. Cruelty Brought Thee Orchids – 7:18
- 4. Beneath The Howling Stars – 7:42
- 5. Venus in Fear – 2:20
- 6. Desire in Violent Overture – 4:16
- 7. The Twisted Nails of Faith – 6:50
- 8. Báthory Aria – 11:02

Benighted Like Usher
A Murder of Ravens in Fugue
Eyes That Witnessed Madness
- 9. Portrait of the Dead Countess – 2:52
- 10. Lustmord and Wargasm (The Lick of Carnivorous Winds) – 7:30

## Edición Limitada
Este álbum también fue estrenado en una edición limitada: el envase "Celtic Cross", donde venían, en una edición de dos discos, cinco temas extras:
- 1. Lustmord and Wargasm II (The Relicking of Cadaverous Wounds) - 7:45
- 2. Black metal (Cover de Venom) - 3:27
- 3. Hallowed Be Thy Name (Cover de Iron Maiden) - 7:11
- 4. Sodomy and Lust (Cover de Sodom) - 4:47
- 5. Twisting Further Nails (The Cruci-Fiction Mix) - 5:30

## Créditos

### Producción
- Correna Bullen - Maquillaje
- Mike Exeter - Productor
- Jan Peter Genkel - Productor
- Andrew Minarik - Estilista
- Danny Sprigg - Ingeniero
- Stu Williamson  - Fotografía
- Sarah Jezebel Deva - Voz de acompañamiento
- Danielle Cneajna Cottington - Voz de acompañamiento
- Ingrid Pitt - Narración de Isabel Báthory

La pista 8, «Bathory Aria», está dividida en tres partes:
1. Benighted Like Usher
2. A Murder Of Ravens In Fugue
3. Eyes That Witnessed Madness